# 赤坂村 (新潟縣)
赤坂村（日语：／ Akasaka mura */?）是一个曾位于新潟县北蒲原郡的村。

## 沿革
- 1889年（明治22年）4月1日 - 随着町村制的施行，北蒲原郡久保村、六野瀬村、渡場村、草水村合并为赤坂村。
- 1901年（明治34年）11月1日 - 与北蒲原郡安田村、大和村一同合并为安田村。
- 1959年（昭和34年）10月1日 - 旧村域大字渡場的一部分从安田村分离，编入五泉市。